# Alfredo Ottaviani
Alfredo Ottaviani (ur. 29 października 1890 w Rzymie, zm. 3 sierpnia 1979 w Watykanie) – włoski kardynał i biskup rzymskokatolicki, ostatni sekretarz Najwyższej Świętej Kongregacji Świętego Oficjum w latach 1959–1966, w latach 1966–1968 proprefekt Świętej Kongregacji Nauki Wiary, kardynał od 1953.

## Życiorys
Był jedenastym z dwanaściorga dzieci w robotniczej rodzinie.
Studiował w Papieskim Seminarium Rzymskim. 18 marca 1916 przyjął w Rzymie święcenia kapłańskie.
Po studiach wykładał w kilku uczelniach katolickich w Rzymie (Athenaeum Św. Apolinarego, Athenaeum „De Propaganda Fide”), był także rektorem Papieskiego Kolegium Czeskiego oraz prowadził działalność duszpasterską. W latach 1928–1929 był sekretarzem Kongregacji Nadzwyczajnych Spraw Kościelnych. W czerwcu 1929 został mianowany substytutem w Sekretariacie Stanu, w grudniu 1935 asesorem w Kongregacji Św. Oficjum. Otrzymał tytuły honorowe tajnego szambelana papieskiego (1922), prałata domowego (1927) oraz protonotariusza apostolskiego (1931).
Jako wieloletni współpracownik kolejnych papieży 12 stycznia 1953 został mianowany kardynałem z tytułem diakona S. Maria in Domnica. Papież Pius XII powierzył mu jednocześnie funkcję prosekretarza Kongregacji Św. Oficjum. Od listopada 1959 sekretarz Kongregacji. W sierpniu 1959 był legatem papieskim na obchody 100-lecia ustanowienia hierarchii katolickiej w Kanadzie.
Uczestniczył w konklawe w latach 1958 i 1963. 5 kwietnia 1962 został mianowany arcybiskupem tytularnym diecezji Berrhoea. Konsekracji dokonał 19 kwietnia 1962 w Rzymie papież Jan XXIII.
Brał udział w obradach soboru watykańskiego II (1962–1965). 30 czerwca 1963 koronował Pawła VI. Była to ostatnia koronacja papieska w dziejach. W 1966 został mianowany proprefektem Kongregacji Doktryny Wiary. Zrezygnował z tej funkcji w styczniu 1968 ze względu na podeszły wiek. W czerwcu 1967 został podniesiony do rangi kardynała prezbitera z zachowaniem tytułu S. Maria in Domnica pro hac vice. W obliczu proponowanych po soborze watykańskim II zmian liturgicznych w 1969 wraz z kardynałem Antoniem Baccim i grupą rzymskich teologów napisał pracę Krótka analiza krytyczna Novus Ordo Missae. Autorzy książki wystosowali list do Pawła VI wyrażający prośbę o zachowanie dotychczasowego rytu mszy świętej. Po reformie konklawe dokonanej przez Pawła VI 1 stycznia 1971 utracił czynne prawo wyborcze (miał już wówczas ukończone 80 lat).
Kardynał Ottaviani jest autorem dwutomowej rozprawy o katolickich zasadach, którymi powinny się kierować relacje Kościoła i państwa
Institutiones iuris publici ecclesiastici (Vatican 1957–1960).